# Oplen

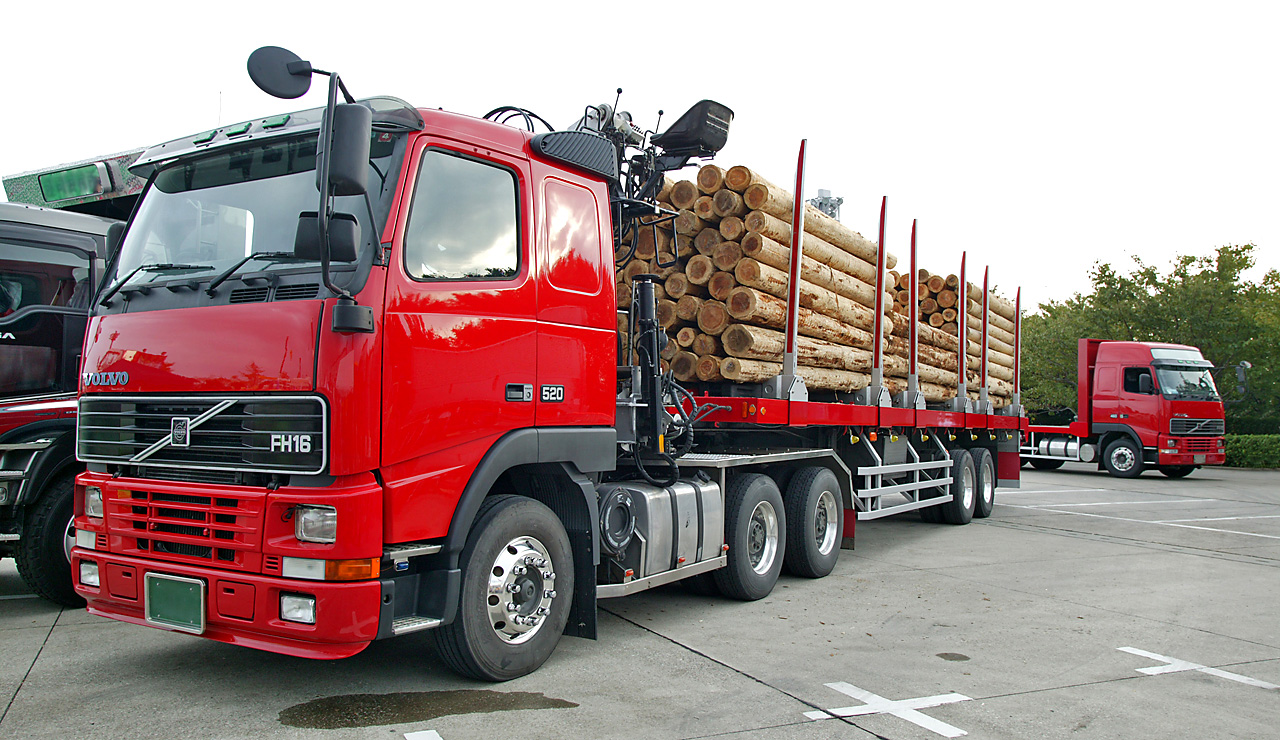
Kamion s oplenovým návěsem

Oplen (též klanice) je jednoduché zařízení, sloužící k upevnění dlouhé dřevěné kulatiny (například klád) na dopravní prostředek. Je součástí oplenového vozu na železnici nebo nákladních automobilů. Je tvořen dole vodorovným trámem opatřeným hroty, dvěma svislými klanicemi a zajišťovacím řetězem svrchu. Klanice mohou být opatřeny dálkově ovládaným uvolňovacím mechanizmem pro případ, že k vykládce není k dispozici jeřáb nebo hydraulická ruka. Hroty na vodorovném trámu brání posunu naloženého dřeva. Oplen upevněný na vícenápravovém podvozku nebo automobilu bývá v dolní části opatřen otočným kloubem.